# サン＝テティエンヌ
サン＝テティエンヌ（Saint-Étienne）は、フランス中南東部の都市で、ロワール県の県庁所在地である。

## 地理
ローヌ＝アルプ地域圏の内陸の都市で、ロワール県の県庁所在地でもある。2021年の人口は約17万人。近郊の人口を含めると約37万人の都市圏を形成する。
ピラ山の麓にあり、ロワール川の支流フュラン川が流れる。リヨンの南西60km、ヴィエンヌの50kmに位置する。

## 由来
都市名は聖ステファヌスに由来する。1258年に初めてSanctus Stephanus de Furan（フュラン川の聖ステファヌス）と名が記された。古くから武器工場"サン＝テティエンヌ造兵廠"の存在で地名が知られたため、フランス革命中にはArmeville（武器の街）またはCommune d'Armes（武器のコミューン）と改名された。

## 歴史
フランス革命の恐怖政治の時代には、非キリスト教化運動の影響でサン＝テティエンヌはアルムヴィル（武装せる都市）に改称させられた。
1827年、サン＝テティエンヌとAndrézieux-Bouthéon（サン＝テティエンヌの北西約15kmの町で、サン＝テティエンヌ空港の近くである）の間に、フランス最初の鉄道が開業している。これは、イギリスで世界最初の（営業用）鉄道が開業した、わずか2年後のことである。この鉄道は、鉱山で採掘された鉱石を輸送するための鉄道であった。

## 気候
| サン＝テティエンヌの気候 | サン＝テティエンヌの気候 | サン＝テティエンヌの気候 | サン＝テティエンヌの気候 | サン＝テティエンヌの気候 | サン＝テティエンヌの気候 | サン＝テティエンヌの気候 | サン＝テティエンヌの気候 | サン＝テティエンヌの気候 | サン＝テティエンヌの気候 | サン＝テティエンヌの気候 | サン＝テティエンヌの気候 | サン＝テティエンヌの気候 | サン＝テティエンヌの気候 |
| 月                       | 1月                      | 2月                      | 3月                      | 4月                      | 5月                      | 6月                      | 7月                      | 8月                      | 9月                      | 10月                     | 11月                     | 12月                     | 年                       |
| ------------------------ | ------------------------ | ------------------------ | ------------------------ | ------------------------ | ------------------------ | ------------------------ | ------------------------ | ------------------------ | ------------------------ | ------------------------ | ------------------------ | ------------------------ | ------------------------ |
| 平均最高気温 °C （°F）   | 6.6 (43.9)               | 8.4 (47.1)               | 11.8 (53.2)              | 14.3 (57.7)              | 19.1 (66.4)              | 22.5 (72.5)              | 26.0 (78.8)              | 25.9 (78.6)              | 21.8 (71.2)              | 16.3 (61.3)              | 10.4 (50.7)              | 7.6 (45.7)               | 15.9 (60.6)              |
| 日平均気温 °C （°F）     | 2.7 (36.9)               | 4.0 (39.2)               | 6.8 (44.2)               | 9.3 (48.7)               | 13.4 (56.1)              | 16.7 (62.1)              | 19.3 (66.7)              | 19.1 (66.4)              | 16 (61)                  | 11.7 (53.1)              | 6.4 (43.5)               | 3.6 (38.5)               | 10.7 (51.3)              |
| 平均最低気温 °C （°F）   | −0.6 (30.9)              | 0.2 (32.4)               | 1.8 (35.2)               | 3.7 (38.7)               | 7.9 (46.2)               | 10.9 (51.6)              | 13.2 (55.8)              | 13.1 (55.6)              | 10.1 (50.2)              | 7.0 (44.6)               | 2.5 (36.5)               | 0.6 (33.1)               | 6.9 (44.4)               |
| 降水量 mm （inch）       | 38.2 (1.504)             | 32.0 (1.26)              | 44.1 (1.736)             | 59.7 (2.35)              | 92.0 (3.622)             | 76.8 (3.024)             | 64.3 (2.531)             | 70.3 (2.768)             | 76.2 (3)                 | 68.9 (2.713)             | 53.8 (2.118)             | 35.3 (1.39)              | 705.2 (27.764)           |
| 出典：                   |                          |                          |                          |                          |                          |                          |                          |                          |                          |                          |                          |                          |                          |

## 関係者
出身者
居住その他ゆかりある人物
- エマニュエル・ド・グルーシー（ナポレオン戦争期の軍人、元帥） - サン＝テティエンヌで死去。
- ルイーズ・ミシェル（女性無政府主義者、教員）

## 姉妹都市
| - アンナバ、アルジェリア - ベンナラス、チュニジア - コヴェントリー, イギリス - デモイン、アイオワ州、アメリカ合衆国 - フェラーラ、イタリア - ゲルテンドルフ、バイエルン州、ドイツ - グランディ、ケベック州、カナダ - カトヴィツェ、ポーランド | - ルハーンシク、ウクライナ - Nazerat Illit、イスラエル - オエイラス、ポルトガル - パトラ、ギリシャ - トアマシナ、マダガスカル - ウィンザー、オンタリオ州、カナダ - ヴッパータール、ドイツ - 徐州、江蘇省、中華人民共和国 |